# Ludwik V Wierny
Ludwik V Wierny (ur. 24 września 1577 r., zm. 27 lipca 1626 r.) – landgraf Hesji-Darmstadt od 1596 r.

## Życiorys
Ludwik był najstarszym spośród synów landgrafa Hesji-Darmstadt Jerzego I Pobożnego i Magdaleny, córki hrabiego Lippe Bernarda VII. W 1596 r. odziedziczył po ojcu księstwo Hesji-Darmstadt. Był to kraj niewielki i Ludwik postawił sobie cel poszerzenia jego granic. W 1600 r. kupił od hrabiego Isenburga ziemie u zbiegu Renu i Menu. Gdy w 1604 r. zmarł nie pozostawiwszy dziedzica stryj Ludwika, książę Hesji-Marburg Ludwik IV, władca Darmstdtu postanowił sięgnąć po większą część jego kraju, niż przyobiecana mu wcześniej połowa. Wykorzystał przy tym fakt, iż jego konkurent, kuzyn Maurycy Uczony z Hesji-Kassel, skłaniał się ku kalwinizmowi, co było niechętnie przyjmowane przez heską szlachtę i naruszało postanowienia testamentu zmarłego stryja. Gdy Maurycy zaprowadził kalwinizm na heskim uniwersytecie w Marburgu, to Ludwik przyjął luterańskich uchodźców i dzięki temu powołał w 1605 r. konkurencyjną, luterańską uczelnię w Gießen (w 1607 r. cesarz Rudolf II Habsburg nadał jej prawa uniwersytetu). Dobre kontakty z katolickimi władcami i wierność wobec cesarza przy jednoczesnej odmowie do przystąpienia do unii książąt protestanckich przyniosły mu wśród luteran opinię krypto-katolika. 
W czasie wojny trzydziestoletniej Ludwik początkowo starał się zachować neutralność, jednak już w 1621 r. wsparł wojska cesarskie wobec pojawienia się wojsk protestanckich w Hesji. W 1622 r. książęta protestanccy przejściowo zajęli Darmstadt i pojmali Ludwika, jednak już po miesiącu uwolnili (w wyniku porażek w starciach z wojskami cesarskimi pod wodzą Tilly'ego). Już rok później ostatecznie rozstrzygnięty został spór o dziedziczenie w Marburgu - sąd Rzeszy przyznał Ludwikowi nie tylko całe dziedzictwo po zmarłym stryju, ale także (z uwagi na koszty procesu) fragmenty księstwa Maurycego (w tym hrabstwo Katzenelnbogen). Stało się tak dzięki sojuszowi Ludwika z cesarzem; ten ostatni udzielił mu nawet pomocy wojskowej w celu sprawnej egzekucji wyroku. Ludwik przejął wtedy także kontrolę nad uniwersytetem w Marburgu i przywrócił tam luteranizm (uczelnie w Marburgu i Gießen zostały połączone; ponownie rozdzielono je kilkadziesiąt lat później, gdy Marburg z powrotem trafił w granice Hesji-Kassel). Przed śmiercią spotkało Ludwika jednak kolejne nieszczęście w postaci zniszczenia kraju przez cesarskie wojska pod wodzą Tilly'ego.

## Rodzina
5 czerwca 1598 r. Ludwik poślubił Magdalenę (ur. 1582, zm. 1616), córkę margrabiego-elektora brandenburskiego Jana Jerzego Hohenzollerna. Para ta miała 12 dzieci:
- Elżbieta Magdalena (1600–1624), żona księcia Wirtembergii-Mömpelgard Ludwika,
- Anna Eleonora (1601–1659), żona księcia Brunszwiku-Lüneburga na Hanowerze Jerzego,
- Maria (1602–1610),
- Zofia Agnieszka (1604–1664), żona palatyna reńskiego na Sulzbach-Hilpoltstein Jana Fryderyka,
- Jerzy II (1605–1661), następca swego ojca jako landgraf Hesji-Darmstadt,
- Juliana (1606–1659), żona hrabiego Fryzji Wschodniej Ulryka III,
- Amalia (1607–1627),
- Jan (1609–1651), landgraf Hesji-Braubach, dowódca w wojsku cesarskim,
- Henryk (1612–1629),
- Jadwiga (1613–1614),
- Ludwik (1614–1614),
- Fryderyk (1616–1682), biskup wrocławski, kardynał.